# Irbiek Farnijew
Irbiek Walentinowicz Farnijew (ros. Ирбек Валентинович Фарниев; ur. 12 stycznia 1980) – rosyjski zapaśnik walczący w stylu wolnym. Olimpijczyk z Pekinu 2008, gdzie zajął siódme miejsce w kategorii 66 kg.
Mistrz świata w 2003, a trzeci w 2007. Zdobył trzy medale na mistrzostwach Europy, w tym złoty w 2003. Drugi w Pucharze Świata w 2002 i pierwszy w drużynie w 2008. Trzeci na MŚ juniorów i mistrz Europy w 2000.
Mistrz Rosji w 2003, 2007, 2008 i 2011; drugi w 2001, 2004, 2005, 2006, a trzeci w 2002 roku.